# Mongi Bousnina
Mongi Bousnina est un homme politique et diplomate tunisien.

## Biographie
Ancien élève de l'École normale supérieure de Saint-Cloud, il termine ses études avec les titres de docteur d'État ès lettres et sciences humaines et de docteur de troisième cycle universitaire en géographie humaine et géographie économique (1971) de la Sorbonne.
Il occupe ensuite les fonctions de secrétaire d'État à l'Éducation de 1990 à 1991 avant de servir comme ministre de la Culture jusqu'en 1995.
Il entre ensuite dans la diplomatie tunisienne et représente le pays comme ambassadeur au Maroc de 1995 à 1996 puis comme ambassadeur en France de 1996 à 2001. À Paris, il occupe dans le même temps les postes de délégué permanent auprès de l'Unesco et de représentant du président de la République tunisienne au Conseil permanent de la francophonie. Il est directeur général de l'Organisation arabe pour l'éducation, la culture et les sciences (ALECSO) depuis 2001.